# Apeadero Kilómetro 45 (Belgrano)
KM 45 es el nombre de un apeadero situado en el partido de Marcos Paz, Provincia de Buenos Aires, Argentina.

## Ubicación
Se encuentra en un área rural del partido de Marcos Paz, muy cerca del límite entre este y los partidos de Merlo y La Matanza.

## Servicios
No brinda servicios de pasajeros todavía. Actualmente se están haciendo limpieza de terrenos, tras la extensión del servicio metropolitano de la Línea Belgrano Sur a la estación Marcos Paz (y próximamente, hasta Villars y Navarro), quedando Kilómetro 45 como parada intermedia.
En diciembre de 2021, Daniel Novoa (gerente de la Línea Belgrano Sur) anunció en Instagram la construcción de un nuevo apeadero. Su reconstrucción ha sido licitada y adjudicada, como parte de un paquete de obras en estaciones y apeaderos de distintas líneas.

## Infraestructura
El apeadero posee los dos carteles nomencladores pintados por la Asociación Amigos del Belgrano, su refugio fue demolido el 22 de marzo de 2021.